# Michael O'Neill
Michael O'Neill (Montgomery, 29 maggio 1951) è un attore statunitense.

## Biografia
Ha recitato in numerosi film e telefilm come guest star. Ha iniziato la sua carriera nel 1981 recitando nel film Storie di fantasmi. Ha poi recitato come guest star in telefilm famosi come E.R. - Medici in prima linea, Cold Case - Delitti irrisolti, Ally McBeal, Roswell, Prison Break, JAG - Avvocati in divisa e X-Files. Ha lavorato al film Crazy che è uscito nel 2007.

## Filmografia

### Cinema
- Storie di fantasmi (Ghost Story), regia di John Irvin (1981)
- Seduzione pericolosa (Sea of Love), regia di Harold Becker (1989)
- An Unremarkable Life, regia di Amin Q. Chaudhri (1989)
- La pistola nella borsetta (The Gun in Betty Lou's Handbag), regia di Allan Moyle (1992)
- Gli occhi del delitto (Jennifer 8), regia di Bruce Robinson (1992)
- L'olio di Lorenzo (Lorenzo's Oil), regia di George Miller (1992)
- Un furfante tra i boyscout (Bushwhacked), regia di Greg Beeman (1995)
- Verso il Sole (The Sunchaser), regia di Michael Cimino (1996)
- Standoff, regia di Andrew Chapman (1998)
- Dancer, Texas (Dancer, Texas Pop. 81), regia di Tim McCanlies (1998)
- Gli infiltrati (The Mod Squad), regia di Scott Silver (1999)
- Traffic, regia di Steven Soderbergh (2000)
- La leggenda di Bagger Vance (The Legend of Bagger Vance), regia di Robert Redford (2000)
- The Board Room, regia di Mike Wollaeger (2002)
- L'Acchiappasogni (Dreamcatcher), regia di Lawrence Kasdan (2003)
- Seabiscuit - Un mito senza tempo (Seabiscuit), regia di Gary Ross (2003)
- Secondhand Lions, regia di Tim McCanlies (2003)
- Dietro l'angolo (Around the Bend), regia di Jordan Roberts (2004)
- American Crime, regia di Dan Mintz (2004)
- Transformers, regia di Michael Bay (2007)
- Across the Universe, regia di Julie Taymor (2007)
- Crazy, regia di Rick Bieber (2007)
- Una sola verità (Nothing but the Truth), regia di Rod Lurie (2008)
- A Quiet Little Marriage, regia di Mo Perkins (2008)
- Flying Lessons, regia di Derek Magyar (2010)
- Green Zone, regia di Paul Greengrass (2010)
- J. Edgar, regia di Clint Eastwood (2011)
- Dallas Buyers Club, regia di Jean-Marc Vallée (2013)
- The Grim Sleeper, regia di Stanley M. Brooks (2014)
- Clemency, regia di Chinonye Chukwu (2019)
- La guerra dei mondi (War of the worlds), regia di Rich Lee (2025)

### Televisione
- Quincy - serie TV, episodio 7x04 (1981)
- H.E.L.P. - serie TV, episodio 1x02 (1990)
- L.A. Law - Avvocati a Los Angeles (L.A. Law) - serie TV, episodio 7x05 (1992)
- Vite calpestate (For Their Own Good) - film TV, regia di Ed Kaplan (1993)
- Vittima d'amore (Victim of Love: The Shannon Mohr Story) - film TV, regia di John Cosgrove (1993)
- Giustizia cieca (Blind Justice) - film TV, regia di Richard Spence (1994)
- Per mancanza di prove (Beyond Betrayal) - film TV, regia di Carl Schenkel (1994)
- On Trial - film TV (1994)
- La famiglia Brock (Picket Fences) - serie TV, episodio 2x18 (1994)
- Il tempo della nostra vita (Days of Our Lives) - serie TV, 24 episodi (1994-1995)
- Un tragico risveglio (Awake to Danger) - film TV, regia di Michael Tuchner (1995)
- Hawaii missione speciale (One West Waikiki) - serie TV, episodio 2x03 (1995)
- Norma Jean & Marilyn - film TV, regia di Tim Fywell (1996)
- The Cape - serie TV, episodio 1x09 (1996)
- Terra promessa (Promised Land) - serie TV, episodio 1x07 (1996)
- Lazarus Man (The Lazarus Man) - serie TV, episodio 1x19 (1996)
- Jarod il camaleonte (The Pretender) - serie TV, episodio 1x10 (1997)
- Millennium - serie TV, episodio 1x16 (1997)
- Orleans - serie TV, episodio 1x06 (1997)
- Shining (The Shining) - miniserie TV, episodio 1x02 (1997)
- Host - film TV, regia di Mick Garris (1998)
- Mercy Point - serie TV, episodio 1x03 (1998)
- X-Files (The X-Files) - serie TV, episodio 6x02 (1998)
- A.T.F. - film TV, regia di Dean Parisot (1999)
- Roswell - serie TV, episodio 1x02 (1999)
- JAG - Avvocati in divisa (JAG) - serie TV, 2 episodi (1999-2005)
- West Wing - Tutti gli uomini del Presidente (The West Wing) - serie TV, 15 episodi (1999-2006)
- Chicago Hope - serie TV, episodio 6x21 (2000)
- NYPD - New York Police Department (NYPD Blue) - serie TV, episodio 8x11 (2001)
- Un detective in corsia (Diagnosis: Murder) - serie TV, episodio 8x19 (2001)
- 24 - serie TV, 2 episodio (2001)
- Boston Public - serie TV, 4 episodi (2001-2002)
- Ally McBeal - serie TV, episodio 5x21 (2002)
- Senza traccia (Without a Trace) - serie TV, episodio 1x06 (2002)
- Presidio Med - serie TV, episodio 1x11 (2003)
- Carnivàle - serie TV, episodio 1x03 (2003)
- The Practice - Professione avvocati (The Practice) - serie TV, episodio 8x11 (2004)
- Plainsong - film TV, regia di Richard Pearce (2004)
- Giudice Amy (Judging Amy) - serie TV, episodio 5x22 (2004)
- Crossing Jordan - serie TV, episodio 4x02 (2004)
- LAX - serie TV, episodio 1x06 (2004)
- Boston Legal - serie TV, episodio 1x13 (2005)
- Cold Case - Delitti irrisolti (Cold Case) - serie TV, episodio 2x14 (2005)
- E.R. - Medici in prima linea (ER) - serie TV, episodio 11x16 (2005)
- Una donna alla Casa Bianca (Commander in Chief) - serie TV, 2 episodi (2005)
- Close to Home - Giustizia ad ogni costo (Close to Home) - serie TV, episodio 1x13 (2006)
- 3 libbre (3 lbs) - serie TV, episodio 1x01 (2006)
- Laws of Chance - serie TV, episodio 1x01 (2006)
- The Unit - serie TV, 6 episodi (2006-2007)
- The Nine - serie TV, 3 episodi (2006-2007)
- Lincoln Heights - Ritorno a casa (Lincoln Heights) - serie TV, episodio 1x02 (2007)
- K-Ville - serie TV, episodio 1x05 (2007)
- Criminal Minds - serie TV, episodio 3x06 (2007)
- Women's Murder Club - serie TV, episodio 1x13 (2008)
- The Mentalist - serie TV, episodi 1x05 (2008)
- Prison Break - serie TV, 3 episodi (2008)
- My Own Worst Enemy - serie TV, 1x08 (2008)
- Leverage - Consulenze illegali (Leverage) - serie TV, episodio 1x05 (2008)
- Ghost Whisperer - Presenze (Ghost Whisperer) - serie TV, episodio 4x16 (2009)
- Army Wives - Conflitti del cuore (Army Wives) - serie TV, 2 episodi (2009)
- FlashForward - serie TV, episodio 1x05 (2009)
- Sons of Anarchy - serie TV, episodio 2x09 (2009)
- Fringe - serie TV, episodio 2x12 (2010)
- Numb3rs - serie TV, episodio 6x11 (2010)
- Miami Medical - serie TV, 2 episodi (2010)
- Grey's Anatomy - serie TV, 4 episodi (2010)
- Law & Order: LA - serie TV, episodi 1x01 (2010)
- The Glades - serie TV, episodio 2x08 (2011)
- Prime Suspect - serie TV, episodio 1x06 (2011)
- NCIS - Unità anticrimine (NCIS) - serie TV, episodi 8x08-8x09-9x14 (2010-2012)
- CSI: Miami - serie TV, episodio 10x12 (2012)
- Terapia d'urto (Necessary Roughness) - serie TV, 5 episodi (2012-2013)
- Vegas – serie TV, 4 episodi (2012)
- Rectify - serie TV, 15 episodi (2013-2016)
- Rizzoli & Isles - serie TV, episodio 4x08 (2013)
- Extant - serie TV, 12 episodi (2014)
- Bates Motel – serie TV, 8 episodi (2014)
- Battle Creek - serie TV, episodio 1x08 (2015)
- Manhattan - serie TV, episodio 2x03 (2015)
- 22.11.63 (11.22.63) - serie TV, episodio 1x02 (2015)
- S.W.A.T. - serie TV, 2 episodi (2017-2018)
- Shooter - serie TV, 3 episodi (2018)
- Scandal – serie TV, 5 episodi (2018)
- The Resident - serie TV, episodio 1x11 (2018)
- The Romanoffs - serie TV, episodio 1x04 (2018)
- Jack Ryan – serie TV, 5 episodi (2019)
- Messiah – serie TV, 5 episodi (2020)
- Council of Dads – serie TV, 10 episodi (2020)
- This Is Us - serie TV, episodio 5x08 (2021)
- NCIS: Los Angeles - serie TV, episodio 13x03 (2021)
- Fire Country – serie TV, un episodio (2022)
- Outer Range – serie TV, 2 episodi (2024)

## Doppiatori italiani
Nelle versioni in italiano delle opere in cui ha recitato, Michael O'Neill è stato doppiato da:
- Gianni Giuliano in Cold Case - Delitti irrisolti, Grey's Anatomy, NCIS - Unità anticrimine (ep. 9x14), Messiah, Echoes, Jack Ryan, Council of Dads
- Sergio Di Giulio in Boston Legal, E.R. - Medici in prima linea, Ghost Whisperer - Presenze, Bates Motel
- Stefano De Sando in Transformers, Law & Order: LA, Prime Suspect, Fire Country
- Ambrogio Colombo in 24, S.W.A.T. (ep. 2x07), The Romanoffs
- Antonio Sanna in Seduzione pericolosa, The Glades
- Wladimiro Grana ne La pistola nella borsetta, Gli infiltrati
- Oliviero Dinelli in Millennium, Leverage - Consulenze illegali
- Luigi La Monica in Rectify, Extant
- Giovanni Petrucci in Shooter, This Is Us
- Stefano Oppedisano in The Resident, Air - La storia del grande salto
- Enzo Avolio in Gli occhi del delitto
- Saverio Indrio in X-Files
- Sergio Matteucci in Traffic
- Marco Balzarotti in Shining
- Teo Bellia in Seabiscuit - Un mito senza tempo
- Pierluigi Astore in Carnivàle
- Diego Reggente in Criminal Minds
- Sergio Di Stefano in The Unit
- Luciano Roffi in The Mentalist
- Elia Iezzi in Prison Break
- Luca Biagini in Sons Of Anarchy
- Giorgio Lopez in Fringe
- Franco Zucca in NCIS - Unità anticrimine (ep. 8x08-8x09)
- Michele Gammino in J. Edgar
- Massimo Rinaldi in Rizzoli & Isles
- Saverio Moriones in CSI: Miami
- Dario Penne in Dallas Buyers Club
- Gerolamo Alchieri in 22.11.1963
- Nino Prester in S.W.A.T. (ep. 1x07)
- Luciano De Ambrosis in S.W.A.T (ep. 6x16)
- Mario Scarabelli in Scandal
- Antonio Palumbo in NCIS: Los Angeles
- Antonio Paiola in Outer Range